# Karlštejnská devítka
Karlštejnská devítka (též Karlštejnská9) je smíšený běžecký závod na necertifikované trati o délce 9000 m. Koná se každoročně poslední srpnovou neděli v městysi Karlštejn v okrese Beroun.

## Charakteristika závodu

### Trať závodu
Trať závodu o celkové délce 9000 m vede od startu v bráně kempu Karlštejn okolo hradu Karlštejn zpět do cíle v kempu Karlštejn. Nejnižším bodem je start s 216 m n. m., nejvyšším bodem je 360 m n. m. Povrch trati není zpevněn a tvoří jej asfalt, štěrk, trávník a prašné polní a lesní cesty. Trať zatím není certifikována. Trať vede národní přírodní rezervací Karlštejn v Chráněné krajinné oblasti Český kras.

### Pravidla závodu
Závodníci startují v kategoriích podle věku dosaženého v roce konání závodu bez ohledu na datum narození. Kategorie mají stanovenu odlišnou délku trati podle předpokládané fyzické zdatnosti závodníků. Podmínkou účasti je podání přihlášky, která je dostupná online na webu závodu nejpozději v den závodu před jeho zahájením. Podáním přihlášky závodník prohlašuje, že startuje na vlastní nebezpečí a že zodpovídá za svůj zdravotní stav. Účastník musí složit startovné, které činí v kategorii mládež a Běh pro zdraví 20 Kč, v kategorii dospělí 100 Kč (při elektronické registraci před zahájením závodu 70 Kč). Závod se koná za každého počasí. Závod se koná podle pravidel atletiky. Závodník, který startuje v hlavním závodě, nemůže zároveň startovat v závodě rekreačním. Organizátor si vyhrazuje právo upravit čas startu podle počtu závodníků. Každá kategorie je hodnocena zvlášť. Závodník může vznést proti vyhlášenému výsledku závodu v kategorii protest do 20 minut po ukončení závodu u ředitele závodu. Podmínkou akceptování protestu je vklad 100 Kč, který se při oprávněném protestu vrací protestujícímu závodníkovi. Výsledky závodu podle kategorií jsou vyhlášeny po skončení závodu. Výsledková listina je zveřejňována na webech organizátorů a na webu Ironime. Čipová časomíra.cz v rubrice Výsledky. Od 2. ročníku je registrace závodníků prováděna elektronicky a při měření pořadí závodníků je používána čipová časomíra pomocí čipů v pásce na rukávu závodníka a zařízení v měřící linii cíle. V Autokempu Karlštejn jsou pro závodníky zajištěny šatny. Občerstvení je zajištěno v cílové rovince a v kempu.

### Kategorie závodníků

#### Muži
| Věk (roky) | Délka trati |
| ---------- | ----------- |
| Muži 18–39 | 9000 m      |
| Muži 40–49 | 9000 m      |
| Muži 50–59 | 9000 m      |
| Muži 60–69 | 9000 m      |
| Muži 70+   | 9000 m      |

#### Ženy
| Věk (roky) | Délka trati |
| ---------- | ----------- |
| Ženy 18–34 | 9000 m      |
| Ženy 35–44 | 9000 m      |
| Ženy 45–54 | 9000 m      |
| Ženy 55+   | 9000 m      |

#### Dorost
| Věk (roky) | Délka trati |
| ---------- | ----------- |
| 16–17      | 1800 m      |

#### Děti
| Věk (roky) | Délka trati |
| ---------- | ----------- |
| 3 a mladší | 50 m        |
| 4–5        | 50 m        |
| 6–7        | 300 m       |
| 8–9        | 600 m       |
| 10–11      | 1200 m      |
| 12–13      | 1200 m      |
| 14–15      | 1200 m      |

#### Rekreační běh
| Věk (roky)              | Délka trati |
| ----------------------- | ----------- |
| Muži (bez rozdílu věku) | 1800 m      |
| Ženy (bez rozdílu věku) | 1800 m      |

## Pořadatelé
Závod Karlštejnská devítka organizuje Středisko volného času DOMEČEK HOŘOVICE, Městys Karlštejn poskytuje záštitu pro konání akce v obci, uzavírky a omezení na místních komunikacích a zapojení obecní policie. Sbor dobrovolných hasičů Karlštejn, zajišťuje uzavírky místních komunikací a poskytuje svoje vozidla pro logistiku. Autokemp Karlštejn zajišťuje zázemí pro organizátory a rozhodčí, šatny a občerstvení pro účastníky. Úspěšné konání je každoročně výsledkem aktivity třech desítek místních sportovců a organizátorů. Realizační tým Karlštejnské devítky zajišťuje v okrese Beroun podobný závod Zimní běh Litní.

### Publicita, podpora partnerů, sponzorů a médií
Závod Karlštejnská devítka je prezentován na vlastním webu na doméně II. řádu karlštejnská devítka.cz. Web má rubriky Propozice, Přihláška, Startovka, Fotogalerie a Výsledky. Závod provozuje vlastní fejcebookový profil. Organizátoři a účastníci publikují v různých úložištích snímky z běhu, přípravy závodu a závodníků,
Karlštejnskou devítku podporuje finančně Středočeský kraj. Záštitu nad II. ročníkem závodu v roce 2014 převzal v roce 2014 ministr školství, mládeže a tělovýchovy Marcel Chládek. Závod každoročně podpoří finančně a věcně podnikatelé ze Středočeského kraje jako sponzoři a partneři. Závod Karlštejnská devítka si za dva ročníky získal oblibu u sportovců a obyvatel Berounska i běžecké veřejnosti v ČR. Reportáže z zprávy o jeho konání i přípravě jsou zveřejňovány na webech pořadatelských organizací. Informace o závodu, jeho pravidlech a výsledcích jsou zařazeny na webech specializovaných na běžecké závody, například behej.com, nebo Bezva běh. O Zimním běhu Litní referují periodika Berounska: Berounský deník, Podbrdské noviny, Naše noviny. Propagaci závodu přispívá, že jeho účastníci zveřejňují informace o jeho konání ve svých profilech na sociálních sítích..Ze závodu je publikována videoreportáž Karlštejnská devítka 2013. Pro publicitu závodu je přínosné, že se koná v blízkosti národní kulturní památky a jednoho z nejnavštěvovanějších českých hradů Karlštejna ve významném turistickém regionu Karlštejnsko. Prezentace závodu je podporována informačním systémem České centrály cestovního ruchu CzechTourism

## Historie závodu

### I. ročník 1. září 2013
První ročník se konal v neděli 1. září 2013 s názvem 1. ročník běhu KARLŠTEJNSKÁ DEVÍTKA. Ředitelem závodu byl Stanislav Krtek, hlavním rozhodčím Jaroslav Prouza.

### II. ročník 31. srpna 2014
Druhý ročník se konal v neděli 31. srpna 2014 pod názvem 2. ročník běhu KARLŠTEJNSKÁ DEVÍTKA. Ředitelem závodu byl Stanislav Krtek, hlavním rozhodčím Jaroslav Prouza.

### III. ročník 31. srpna 2015
Třetí ročník je připravován na neděli 30. srpna 2015 pod názvem 3. ročník běhu KARLŠTEJNSKÁ DEVÍTKA

## Statistika závodníků podle ročníků a kategorií
Od druhého ročníku je hlavní závod měřen elektronicky. Údaje o počtech závodníků hlavního závodu v kategoriích Muži a Ženy jsou uváděny podle oficiální výsledkové listiny IronTime, o.s., které měření provádí. Dětské kategorie a kondiční běh jsou uváděny podle výsledkové listiny na webu Karlštejnské devítky.

### Muži
V 1. ročníku byly vzhledem k malému počtu závodníků sloučeny kategorie Muži 50–59 a Muži 60–69 + a Muži 70 + do jedné kategorie. V přehledu je počet závodníků v těchto třech kategoriích uveden souhrnně v kolonce kategorie Muži 50–59.
| Věk (roky) | 2013 | 2014 | 2015 |
| ---------- | ---- | ---- | ---- |
| Muži 18–39 | 22   | 31   |      |
| Muži 40–49 | 14   | 19   |      |
| Muži 50–59 | 10   | 5    |      |
| Muži 60–69 |      | 6    |      |
| Muži 70+   |      | 2    |      |

### Ženy
V 1. ročníku byly vzhledem k malému počtu závodnic sloučeny kategorie Ženy 35–44 a Ženy 55 + do jedné kategorie. V přehledu je počet uveden v kolonce kategorie Ženy 35–44.
| Věk (roky) | 2013 | 2014 | 2015 |
| ---------- | ---- | ---- | ---- |
| Ženy 18–34 | 20   | 8    |      |
| Ženy 35–44 | 3    | 13   |      |
| Ženy 45–54 |      | 1    |      |
| Ženy 55+   |      | 1    |      |

### Dorost
| Věk (roky) | 2013 | 2014 | 2015 |
| ---------- | ---- | ---- | ---- |
| 16–17      |      |      |      |

### Děti
| Věk (roky)  | 2013 | 2014 | 2015 |
| ----------- | ---- | ---- | ---- |
| 3 a mladší  |      | 12   |      |
| Dívky 4–5   | 12   | 8    |      |
| Hoši 4–5    | 16   | 10   |      |
| Dívky 6–7   | 7    | 8    |      |
| Hoši 6–7    | 11   | 10   |      |
| Dívky 8–9   | 12   | 13   |      |
| Hoši 8–9    | 8    | 16   |      |
| Dívky 10–11 | 8    | 9    |      |
| Hoši 10–11  | 7    | 8    |      |
| Dívky 12–13 | 6    | 3    |      |
| Hoši 12–13  | 4    | 2    |      |
| Dívky 14–15 | 1    | 5    |      |
| Hoši 14–15  | 0    | 1    |      |

### Rekreační běh
|      | 2013 | 2014 | 2015 |
| ---- | ---- | ---- | ---- |
| Muži | 4    | 6    |      |
| Ženy | 9    | 7    |      |